# SS Dunraven

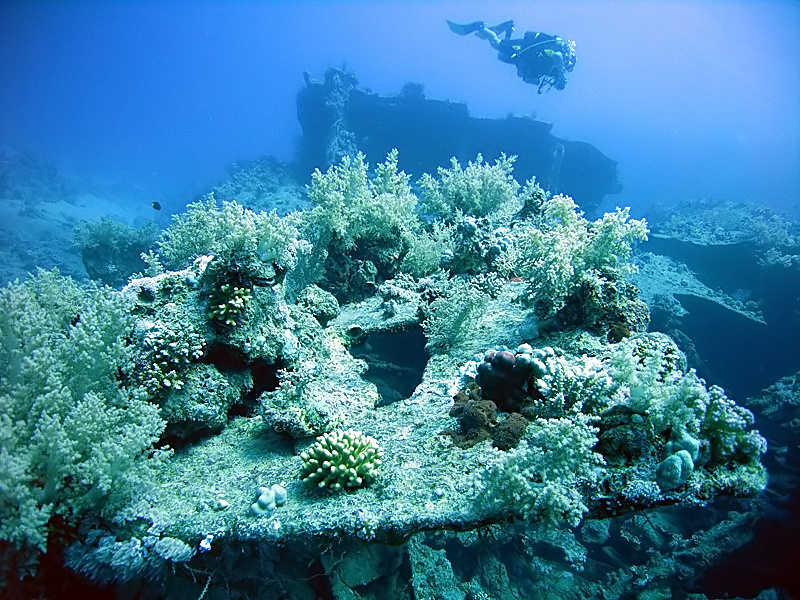
Wrak statku

SS Dunraven – brytyjski statek parowy zbudowany w roku 1873 w stoczni w Newcastle. Przewożąc bawełnę i wełnę z Bombaju w Indiach, zatonął 25 kwietnia 1876 r., po uderzeniu w rafę opodal Sha`b Mahmoud w Zatoce Sueskiej na terenie Egiptu na Morzu Czerwonym (okolica Szarm el-Szejk). 25-osobowa załoga została uratowana.
Wrak statku leży na głębokości 30 m w pobliżu rafy, obrócony do góry dnem. Ma 80 m długości i 10 m szerokości. Rufa leży na głębokości 29 m. Dunraven jest interesującym miejscem do nurkowania, głównie ze względu na liczne zwierzęta zamieszkujące okolice wraku.